# Петин, Иван Александрович
Иван Александрович Петин (1788—1813) — полковник лейб-гвардии Егерского полка, герой войн против Наполеона.

## Биография
Происходил из старинного дворянского рода Московской губернии. Был единственным сыном у своих родителей отца, Александра Борисовича Петина, ротмистра в отставке и матери, Александры Павловны.
Образование начал в 1797 году в московском университетском благородном пансионе, продолжил — в Пажеском корпусе, из которого выпущен в 1806 году поручиком в лейб-гвардии Егерский полк. В рядах этого полка принимал участие в походе 1806—1807 годов в Восточную Пруссию и в 1807 году был награждён орденом св. Владимира 4-й степени. Также за эту кампанию 16 июля 1808 года ему было вручено золотое оружие с надписью «За храбрость».
Также Петин сражался с французами в Отечественной войне 1812 года и за отличие был произведён в полковники, кроме того, за Бородинскую битву, где он был ранен, ему был пожалован орден св. Анны 2-й степени с алмазами.
Вслед за тем он принимал участие в Заграничном походе, отличился в сражении под Кульмом и был убит 4 октября 1813 года в Битве народов под Лейпцигом. Тем не менее 10 декабря того же года император Александр I подписал указ о награждении Петина орденом св. Георгия 4-й степени (№ 2752 по кавалерскому списку Григоровича — Степанова)
За отличия в сражениях с французами.
Таким образом, это посмертное награждение стало одним из первых подобных случаев в истории ордена св. Георгия. Впоследствии имя Петина, как погибшего в бою, было занесено на Чёрные мраморные доски Пажеского корпуса.
Фрейман характеризует Петина как человека выдающегося. В 1807 году во время военного похода познакомился с К. Н. Батюшковым, который дружил с ним до конца и посвятил ему несколько стихотворений, из которых «Тень друга» считается едва ли не самым лучшим произведением поэта. Стихи и басни печатал в сборниках сочинений воспитанников пансиона «Утренняя заря» (1800, 1803, 1806) и «И отдых в пользу…» (1804). Опубликовал несколько переводов статей по военным наукам (публиковались в «Военном журнале»).